# Episodi di Felicity (quarta stagione)
La quarta e ultima stagione della serie televisiva Felicity è stata trasmessa negli Stati Uniti a partire dal 10 ottobre 2001 su The WB, mentre in Italia è stata trasmessa da Rai 2 a partire dal 2 agosto 2003.
| nº | Titolo originale          | Titolo italiano            | Prima TV USA     | Prima TV Italia   |
| -- | ------------------------- | -------------------------- | ---------------- | ----------------- |
| 1  | The Declaration           | La dichiarazione           | 10 ottobre 2001  | 2 agosto 2003     |
| 2  | My Best Friend's Wedding  | Matrimonio a sorpresa      | 17 ottobre 2001  | 9 agosto 2003     |
| 3  | Your Money or Your Wife   | Fiducia in sé stessi       | 24 ottobre 2001  | 16 agosto 2003    |
| 4  | Miss Conception           | Miss sorriso               | 31 ottobre 2001  | 23 agosto 2003    |
| 5  | Boooz                     | Una questione di principio | 7 novembre 2001  | 30 agosto 2003    |
| 6  | Oops... Noel Did It Again | Déjà vu                    | 14 novembre 2001 | 6 settembre 2003  |
| 7  | The Storm                 | La tempesta                | 21 novembre 2001 | 13 settembre 2003 |
| 8  | The Last Thanksgiving     | L'ultimo ringraziamento    | 28 novembre 2001 | 20 settembre 2003 |
| 9  | Moving On                 | Chiodo scaccia chiodo      | 5 dicembre 2001  | 27 settembre 2003 |
| 10 | Fire                      | L'incendio                 | 12 dicembre 2001 | 11 ottobre 2003   |
| 11 | A Perfect Match           | Il ballo della neve        | 19 dicembre 2001 | 5 giugno 2004     |
| 12 | Future Shock              | Una notizia shock          | 20 marzo 2002    | 13 giugno 2004    |
| 13 | Kiss and Tell             | Riflessioni                | 27 marzo 2002    | 19 giugno 2004    |
| 14 | Raising in Arizona        | Dilemma                    | 3 aprile 2002    | 26 giugno 2004    |
| 15 | The Paper Chase           | Caccia alla tesi           | 10 aprile 2002   | 10 luglio 2004    |
| 16 | Ben Don't Leave           | Ben non te ne andare       | 17 aprile 2002   | 17 luglio 2004    |
| 17 | The Graduate              | Il traguardo               | 24 aprile 2002   | 17 luglio 2004    |
| 18 | Time Will Tell            | Incantesimo                | 1º maggio 2002   | 24 luglio 2004    |
| 19 | The Power of the Ex       | Passato o presente?        | 8 maggio 2002    | 31 luglio 2004    |
| 20 | Spin the Bottle           | Il gioco della bottiglia   | 15 maggio 2002   | 31 luglio 2004    |
| 21 | Felicity Interrupted      | Fine di un sogno           | 22 maggio 2002   | 7 agosto 2004     |
| 22 | Back to the Future        | Ritorno al futuro          | 22 maggio 2002   | 7 agosto 2004     |